# Internazionali di Tennis d'Abruzzo 2023 - Doppio
Dan Added e Hernán Casanova erano i detentori del titolo ma hanno deciso di non partecipare al torneo.
In finale Nicolás Barrientos e Ariel Behar hanno sconfitto Sander Arends e Petros Tsitsipas con il punteggio di 7–6(1), 3–6, [10–6].

## Teste di serie
1. Nicolás Barrientos /  Ariel Behar (campioni)
2. Sander Arends /  Petros Tsitsipas (finale)

1. Théo Arribagé /  Luca Sanchez (semifinale)
2. Luca Margaroli /  Purav Raja (semifinale)

## Wildcard
1. Lorenzo Carboni /  Lorenzo Sciahbasi (quarti di finale)

1. Gabriele Piraino /  Giorgio Tabacco (primo turno)

## Alternate
1. Jesper de Jong /  Mats Hermans (quarti di finale)

1. Elmar Ejupovic /  Alexander Weis (primo turno)

## Tabellone

### Legenda
| - Q = Qualificato - WC = Wild card - LL = Lucky loser | - ALT = Alternate - SE = Special Exempt - PR = Protected Ranking | - w/o = Walkover - r = Ritirato - d = Squalificato |

|  | Primo turno | Primo turno                     | Primo turno                     | Primo turno | Primo turno |  |  | Quarti di finale | Quarti di finale        | Quarti di finale      | Quarti di finale     | Quarti di finale     |   |   | Semifinali | Semifinali                     | Semifinali           | Semifinali                     | Semifinali |   |     | Finale | Finale | Finale | Finale | Finale |  |
|  |             |                                 |                                 |             |             |  |  |                  |                         |                       |                      |                      |   |   |            |                                |                      |                                |            |   |     |        |        |        |        |        |  |
|  | 1           | N Barrientos A Behar            | N Barrientos A Behar            | 6           | 6           |  |  |                  |                         |                       |                      |                      |   |   |            |                                |                      |                                |            |   |     |        |        |        |        |        |  |
|  |             | D Cukierman N Moreno de Alboran | D Cukierman N Moreno de Alboran | 4           | 2           |  |  | 1                | N Barrientos A Behar    | 4                     | 6                    | [10]                 |   |   |            |                                |                      |                                |            |   |     |        |        |        |        |        |  |
|  | Alt         | E Ejupovic A Weis               | E Ejupovic A Weis               | 3           | 3           |  |  |                  | P Matuszewski K Wehnelt | 6                     | 1                    | [5]                  |   |   |            |                                |                      |                                |            |   |     |        |        |        |        |        |  |
|  |             | P Matuszewski K Wehnelt         | P Matuszewski K Wehnelt         | 6           | 6           |  |  |                  |                         |                       |                      |                      |   |   | 1          | N Barrientos A Behar           | N Barrientos A Behar | 6                              | 6          |   |     |        |        |        |        |        |  |
|  | 4           | L Margaroli P Raja              | L Margaroli P Raja              | 6           | 6           |  |  |                  |                         | 4                     | L Margaroli P Raja   | L Margaroli P Raja   | 3 | 4 |            |                                |                      |                                |            |   |     |        |        |        |        |        |  |
|  |             | C Puttergill K Stevenson        | C Puttergill K Stevenson        | 4           | 4           |  |  | 4                | L Margaroli P Raja      | L Margaroli P Raja    | 6                    | 7                    |   |   |            |                                |                      |                                |            |   |     |        |        |        |        |        |  |
|  | WC          | L Carboni L Sciahbasi           | L Carboni L Sciahbasi           | 6           | 6           |  |  | WC               | L Carboni L Sciahbasi   | L Carboni L Sciahbasi | 4                    | 65                   |   |   |            |                                |                      |                                |            |   |     |        |        |        |        |        |  |
|  |             | J Taylor B Walkin               | J Taylor B Walkin               | 3           | 4           |  |  |                  |                         |                       |                      |                      |   |   | 1          | Nicolás Barrientos Ariel Behar | 7                    | 3                              | [10]       |   |     |        |        |        |        |        |  |
|  | Alt         | J de Jong M Hermans             | 6                               | 67          | [10]        |  |  |                  |                         |                       |                      |                      |   |   |            |                                | 2                    | Sander Arends Petros Tsitsipas | 61         | 6 | [6] |        |        |        |        |        |  |
|  | WC          | G Piraino G Tabacco             | 3                               | 79          | [5]         |  |  | Alt              | J de Jong M Hermans     | 6                     | 65                   | [7]                  |   |   |            |                                |                      |                                |            |   |     |        |        |        |        |        |  |
|  |             | R Olivo TA Tirante              | 6                               | 4           | [7]         |  |  | 3                | T Arribagé L Sanchez    | 1                     | 7                    | [10]                 |   |   |            |                                |                      |                                |            |   |     |        |        |        |        |        |  |
|  | 3           | T Arribagé L Sanchez            | 4                               | 6           | [10]        |  |  |                  |                         |                       |                      |                      |   |   | 3          | T Arribagé L Sanchez           | T Arribagé L Sanchez | 4                              | 4          |   |     |        |        |        |        |        |  |
|  |             | ND Ionel A Jecan                | ND Ionel A Jecan                | 4           | 2           |  |  |                  |                         | 2                     | S Arends P Tsitsipas | S Arends P Tsitsipas | 6 | 6 |            |                                |                      |                                |            |   |     |        |        |        |        |        |  |
|  |             | F Romboli S Travaglia           | F Romboli S Travaglia           | 6           | 6           |  |  |                  | F Romboli S Travaglia   | 6                     | 1                    | [6]                  |   |   |            |                                |                      |                                |            |   |     |        |        |        |        |        |  |
|  |             | A Dougaz N Mejía                | A Dougaz N Mejía                | 4           | r           |  |  | 2                | S Arends P Tsitsipas    | 4                     | 6                    | [10]                 |   |   |            |                                |                      |                                |            |   |     |        |        |        |        |        |  |
|  | 2           | S Arends P Tsitsipas            | S Arends P Tsitsipas            | 4           |             |  |  |                  |                         |                       |                      |                      |   |   |            |                                |                      |                                |            |   |     |        |        |        |        |        |  |